# اوریتینگ۲
اوریتیگ۲ (Everything۲) نام وبسایتی است که اقدام به جمع آوری نوشتار در زمینه‌های گوناگون از کاربران می‌کند. برخی از نوشتارها دانشنامه‌ای است، در حالی که برخی دیگر شامل شعرها و داستانهای نوشته شده توسط کابران می‌شوند. بر خلاف ویکی‌پدیا، مطالب برای نمایش باید به تایید مدیران برسد.